# Esther Paniagua Alonso
Esther Paniagua Alonso est une religieuse espagnole, née à Izagre (León, Espagne), le 7 juin 1949, fille de Dolores Alonso et de Nicasio Paniagua. Membre de la congrégation des Augustines missionnaires. Devenue infirmière, elle est envoyée en Algérie où elle travaille à Bab El Oued, quartier d’Alger. Elle est assassinée le 23 octobre 1994 en compagnie de la sœur Caridad Álvarez Martín. Le 27 janvier 2018 le Pape François reconnaît le martyre d’Esther Paniagua Alonso parmi les martyrs d'Algérie et autorise la signature du décret de béatification. Elle est proclamée bienheureuse le 8 décembre 2018.

## Biographie
Esther Paniagua Alonso naît à Izagre (León, Espagne), le 7 juin 1949. À 18 ans, elle entre au noviciat de la Congrégation des sœurs augustines missionnaires. En août 1970, elle prononce ses vœux perpétuels. Infirmière, elle est envoyée en Algérie. Le contact avec le monde arabe la séduit et affine sa sensibilité envers la culture arabe et la religion musulmane. Elle travaille à l’hôpital où elle se donne totalement aux malades, surtout aux enfants handicapés. En 1994, face à la situation de guerre civile du pays, lorsqu'on lui demande si elle a peur de la situation elle répond « Personne ne peut nous prendre la vie parce que nous l’avons déjà donnée. Il ne nous arrivera rien puisque nous sommes dans les mains de Dieu… et s’il nous arrive quelque chose, nous sommes encore entre ses mains »,. Malgré les sollicitations de sa hiérarchie et de l’ambassadeur d’Espagne en Algérie, elle refuse de quitter le pays. Ainsi lors de la réflexion menée en communauté pour faire le discernement entre le choix de rester ou de partir, elle dit à ses sœurs « En ce moment, pour moi, le modèle parfait est Jésus : il a souffert, il eut à vaincre des difficultés et a abouti à l’échec de la croix, d’où jaillit la source de la vie ». Le 23 octobre 1994, en route pour la messe dominicale à la chapelle Saint-Joseph des Petites Sœurs de Jésus, distante de quelques centaines de mètres, elle est tuée, de 3 balles dans la tête, elle meurt sur le coup, la sœur Caridad Álvarez Martín qui l’accompagne meurt quelques heures plus tard à l’hôpital. Les autorités algériennes considèrent que l’attentat est dû au Groupe islamique armé (GIA).

## Hommages
Esther Paniagua Alonso fait partie des dix-neuf religieux catholiques assassinés en Algérie entre 1994 et 1996,.
Le 27 janvier 2018, le Vatican reconnaît le martyre de sœur Esther et décide de sa béatification. La cérémonie de béatification a lieu le 8 décembre 2018 en Algérie, à Oran.